# دانشگاه چولالونگکورن
دانشگاه چولالونگکورن (به تایلندی: จุฬาลงกรณ์มหาวิทยาลัย) با نام مستعار چولا، یک دانشگاه تحقیقاتی، عمومی و مستقل در بانکوک در تایلند است. این دانشگاه در ابتدا در زمان سلطنت پادشاه چولالونگ کورن به عنوان یک مدرسه برای آموزش سلطنتی و کارمندان دولت در سال ۱۸۹۹ (B.E. ۲۴۴۲) در کاخ بزرگ تایلند تأسیس شد. سپس در سال ۱۹۱۷ به عنوان یک دانشگاه ملی مجددا راه اندازی شد و به عنوان اولین و قدیمی‌ترین مؤسسه آموزش عالی در تایلند محسوب می‌شود. دانشگاه چولالونگکورن یک دانشگاه جامع و پرتحرک است و در بسیاری از نظرسنجی‌ها به عنوان بهترین دانشگاه تایلند از نظر کیفیت دانشجویان، کیفیت تحقیق و کیفیت در موضوعات خاص رتبه‌بندی شده‌است.

## رنکینگ
در رتبه‌بندی دانشگاهی کیواس در سال ۲۰۲۳، دانشگاه چولالونگکورن را در رده نخست تایلند و ۲۱۱ جهان قرار گرفته‌است. همچنین در رتبه‌بندی تایمز در سال ۲۰۲۳، این دانشگاه، رتبه ۱۰۰۰-۸۰۱ را در بین دانشگاه‌های جهان از آن خود کرده‌است.

## دانشکده‌ها
دانشکده‌های دانشگاه چاولا عبارتند از:
- دانشکده علوم بهداشت
- دانشکده معماری
- دانشکده هنر
- دانشکده تجارت و حسابداری
- دانشکده هنرهای ارتباطی
- دانشکده دندانپزشکی
- دانشکده اقتصاد
- دانشکده آموزش
- دانشکده مهندسی